# Energieverbrauchskennzeichnung
Die Kennzeichnung des Energieverbrauchs gibt im Europäischen Wirtschaftsraum Auskunft über die Energieeffizienz von Elektrogeräten und weiteren Energieverbrauchern. Sie soll dem Nutzer den realen Energieverbrauch eines Gerätes transparent machen, einen Vergleich ermöglichen und bei einer Kaufentscheidung als Orientierungshilfe dienen.

## Rechtsgrundlage
In der EU wurde 1992 eine harmonisierte Kennzeichnung des Energieverbrauchs und anderer Ressourcen für elektrische Haushaltsgeräte eingeführt. Dabei sollten ausgewählte Gerätegruppen mit einheitlichen Etiketten auf den Geräten und in Werbemitteln gekennzeichnet werden. Grundlage bildete die Richtlinie 92/75/EWG.
Aktuelle Basis für die Kennzeichnung ist die Verordnung (EU) 2017/1369. Der Rahmen der Verordnung wird je Produktgruppe durch Delegierte Verordnungen der Europäischen Kommission konkretisiert.
Die Rahmenverordnung 2017/1369 definiert eine Skala von Energieeffizienzklassen absteigend von „A“ bis „G“. Die Energieeffizienzklasse „A“ soll jeweils dabei zum Zeitpunkt der Einführung einer neuen Skala einer Produktgruppe von keinem Gerät erreicht werden und die Mehrzahl der Produkte soll Energieeffizienzklasse „A“ frühestens 10 Jahre nach dem Inkrafttreten erreichen.
Die auf Basis der vorigen Richtlinie 2010/30/EU verwendete Kennzeichnung zwischen „A+++“ bis „G“ ist mit der neueren nicht vergleichbar.
Die Umstellung der Energieeffizienzklassen durch delegierte Rechtsakte pro Produktgruppe sollte zum Großteil bis 2. August 2023 abgeschlossen sein, für alle Produktgruppen sollen bis spätestens 2. August 2030 delegierte Rechtsakte erlassen werden. Für die ersten Produktgruppen wurden die neuen Skalen im März 2021 eingeführt.

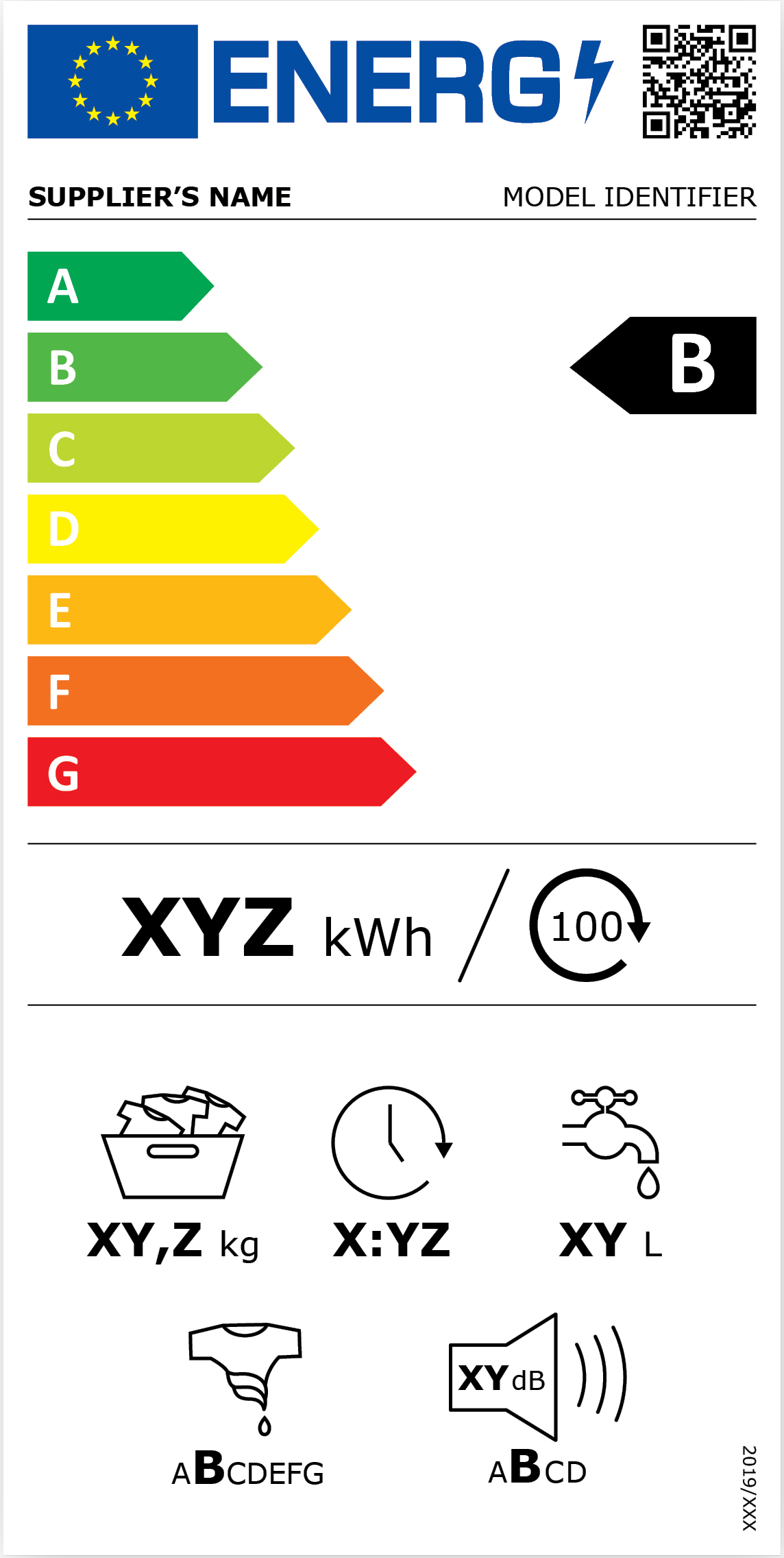
EU-Energieverbrauchskennzeichnung von Waschmaschinen seit dem 1. März 2021

## Energieeffizienzklasse
Die Energieeffizienzklasse (EEK) ist eine Bewertungsskala für das europäische Energielabel. Dieses soll Kunden in die Lage versetzen, „sachkundige Entscheidungen auf der Grundlage des Energieverbrauchs von energieverbrauchsrelevanten Produkten zu treffen“.
Die Einteilung erfolgte in Abwandlung des britischen und US-amerikanischen Schulnotensystems in Wertungsklassen von A bis G, wobei früher A die beste Klasse (niedriger Bedarf) darstellte und G die schlechteste (hoher Bedarf).
Neben der Kennzeichnung von Geräten gibt es noch weitere Kennzeichnungen, die sich an diese anlehnen, so zum Beispiel die Pkw-Energieverbrauchskennzeichnungsverordnung in Deutschland und der Schweiz. Diese Einteilung von Pkw in Energieeffizienzklassen, die dem System der Europäischen Union ähneln, wird kritisiert.

### Regelung seit 2021
Mit Wirkung zum 1. März 2021 wurden alle Energieeffizienzskalen auf die Grundskala von „A“ bis „G“ zurückgekürzt.
Im ersten Schritt wird für Waschmaschinen, Kühlschränke, Geschirrspüler, TV-Geräte und Beleuchtung die Kennzeichnung überarbeitet.
Außerdem wurde mit der Verordnung (EU) 2017/1369 eine öffentlich zugängliche Produktdatenbank, European Product Registry for Energy Labelling, kurz EPREL, eingeführt. Seit Januar 2019 ist sie in Betrieb, und seit Ende 2020 für Verbraucher einsehbar.

### Geschichte
| Energieeffizienz-Klasse (EEK)   | A+++a | A++a | A+a | A   | B   | C   | D    | E    | F    | G    |
| ------------------------------- | ----- | ---- | --- | --- | --- | --- | ---- | ---- | ---- | ---- |
| Haushaltskühlgeräte             | <22   | <33  | <42 | <55 | <75 | <95 | <110 | <125 | <150 | ≥150 |
| Lampen (ungebündelt)            |       | ≤11  | ≤17 | ≤24 | ≤60 | ≤80 | ≤95  | >95  |      |      |
| Fernseher                       | <10   | <16  | <23 | <30 | <42 | <60 | <80  | <90  | <100 | ≥100 |
| Haushaltswaschmaschinen         | <46   | <52  | <59 | <68 | <77 | <87 | ≥87  |      |      |      |
| Haushaltsgeschirrspüler         | <50   | <56  | <63 | <71 | <80 | <90 | ≥90  |      |      |      |
| Autos                           | <45   | <54  | <63 | <72 | <81 | <90 | <99  | <108 | <117 | ≥117 |
| Energieeffizienz-Klasse (EEK)   | A+++a | A++a | A+a | A   | B   | C   | D    | E    | F    | G    |
| 1. 2. a) nicht mehr in Gebrauch |       |      |     |     |     |     |      |      |      |      |

| Jahr      | Klassen    |
| --------- | ---------- |
| 1994–2003 | A bis G    |
| 2003–2010 | A++ bis G  |
| 2010–2020 | A+++ bis G |
| seit 2021 | A bis G    |

Bis 2021 wurde für Gerätegruppen ein Referenzgerät definiert (Energieeffizienzindex = 100 %). Dieses spiegelt in etwa den Stand der Technik von 1998 wider. Durch den technischen Fortschritt bei der Energieeffizienz erhielten immer mehr Geräte ein gutes Label. Dies führte zu einer Erweiterung der Skala bis zur Klasse „A+++“.
Das europäische Parlament verabschiedete im Mai 2010 eine ab 2011 geltende Neuregelung der Energieeffizienzklassen für Haushaltsgeräte, die die Einführung der Klasse A+++ beinhaltet. Auch neue Sparvorgaben für Gebäude und Elektrogeräte wurden verabschiedet. Neben der neuen EU-Rahmenrichtlinie regelten ab 2011 produktspezifische EU-Verordnungen die konkreten Kennzeichnungsverpflichtungen.
Ab September 2009 führte die EU-Kommission in ausgewählten EU-Mitgliedstaaten eine repräsentative Marktforschung durch, um verschiedene Versionen des EU-Labels hinsichtlich der Verständlichkeit für private Verbraucher zu prüfen. Die Vorschläge der Kommission, Zusatzklassen mit den Bezeichnungen A-20 % und A-40 % einzuführen, fanden nicht die Zustimmung des Parlaments.
Das überarbeitete EU-Energieverbrauchsetikett galt (Stand Juni 2016) für Kühl- und Gefriergeräte, Staubsauger, Lampen und Leuchten, Waschmaschinen, Wasch- und Wäschetrockner, Elektrobacköfen, Dunstabzugshauben, Geschirrspüler und Klimageräte. Auch Fernseher und Weinlagerschränke fielen unter die Kennzeichnungspflicht.
Die EU schreibt auch Mindeststandards vor. Zum Beispiel gilt für Wäschetrockner: Seit November 2013 müssen alle Neugeräte im Handel mindestens die Anforderungen der Energieeffizienzklasse C erfüllen, seit November 2015 die der Energieeffizienzklasse B (Wäschetrockner der Klasse A+++ verbrauchen rund 70 % weniger Strom als ein Gerät der Klasse B).

#### Zuordnung zu den Klassen
Zur Berechnung der Energieeffizienz werden zunächst Größenklassen für verschiedene Arten von Geräten festgelegt, zum Beispiel für Fernseher nach der Bildschirmdiagonale und für Kühlschränke nach dem Rauminhalt. Die Zuordnung eines bestimmten Gerätes zu einer Energieeffizienzklasse ergibt sich dann durch die Abweichung seines tatsächlichen Energieverbrauchs vom Referenzwert seiner Größenklasse.
In den entsprechenden Verordnungen wird der Energiebedarf fiktiver Referenzgeräte beschrieben. Jedes Gerät muss sich an dem passenden Referenzgerät messen und verbraucht im Vergleich zu diesem entweder nur einen Bruchteil der Energie oder ein Mehrfaches an Energie. Diesen Verbrauchsbetrag gibt der Energieeffizienzindex an. Je kleiner der Energieeffizienzindex ist, desto effizienter ist das Gerät. Energieeffizienz-Index-Bereiche sind als Energieeffizienz-Klassen (EEK) zusammengefasst. Aus diesem Grund geht jeder Zahl in der oben stehenden EEK-Tabelle ein Vergleichszeichen voran, z. B. „Gleich und größer als“ (≥) oder „Kleiner als“ (<).

## Produktgruppen

### Klimaanlagen

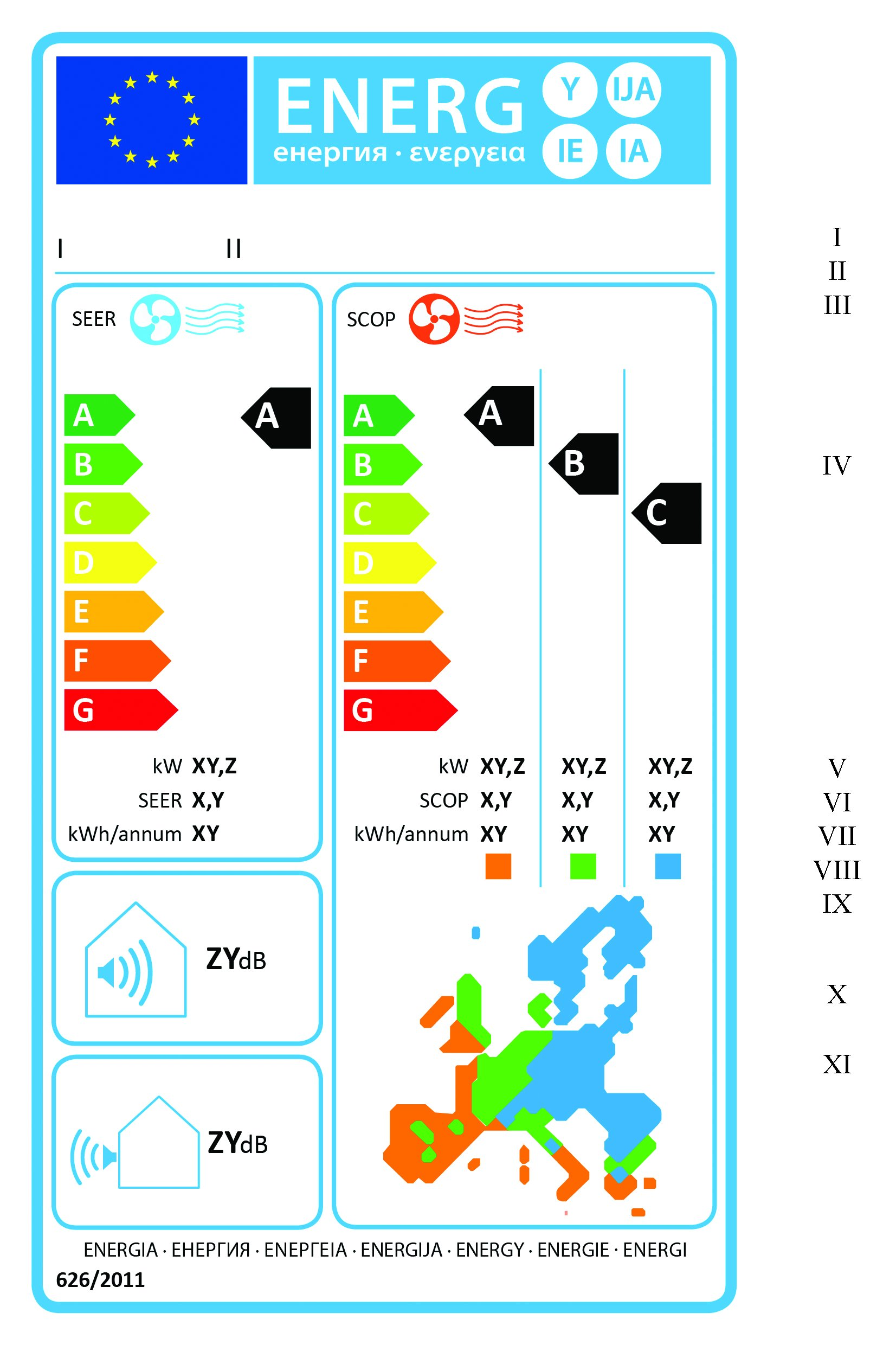
Energiekennzeichnung von Klimaanlagen

Die Energieverbrauchskennzeichnung von Klimaanlagen wird in der Delegierten Verordnung (EU) Nr. 626/2011 der Kommission vom 4. Mai 2011 zur Ergänzung der Richtlinie 2010/30/EU des Europäischen Parlaments und des Rates im Hinblick auf die Kennzeichnung von Luftkonditionierern in Bezug auf den Energieverbrauch geregelt.

### Heizkessel

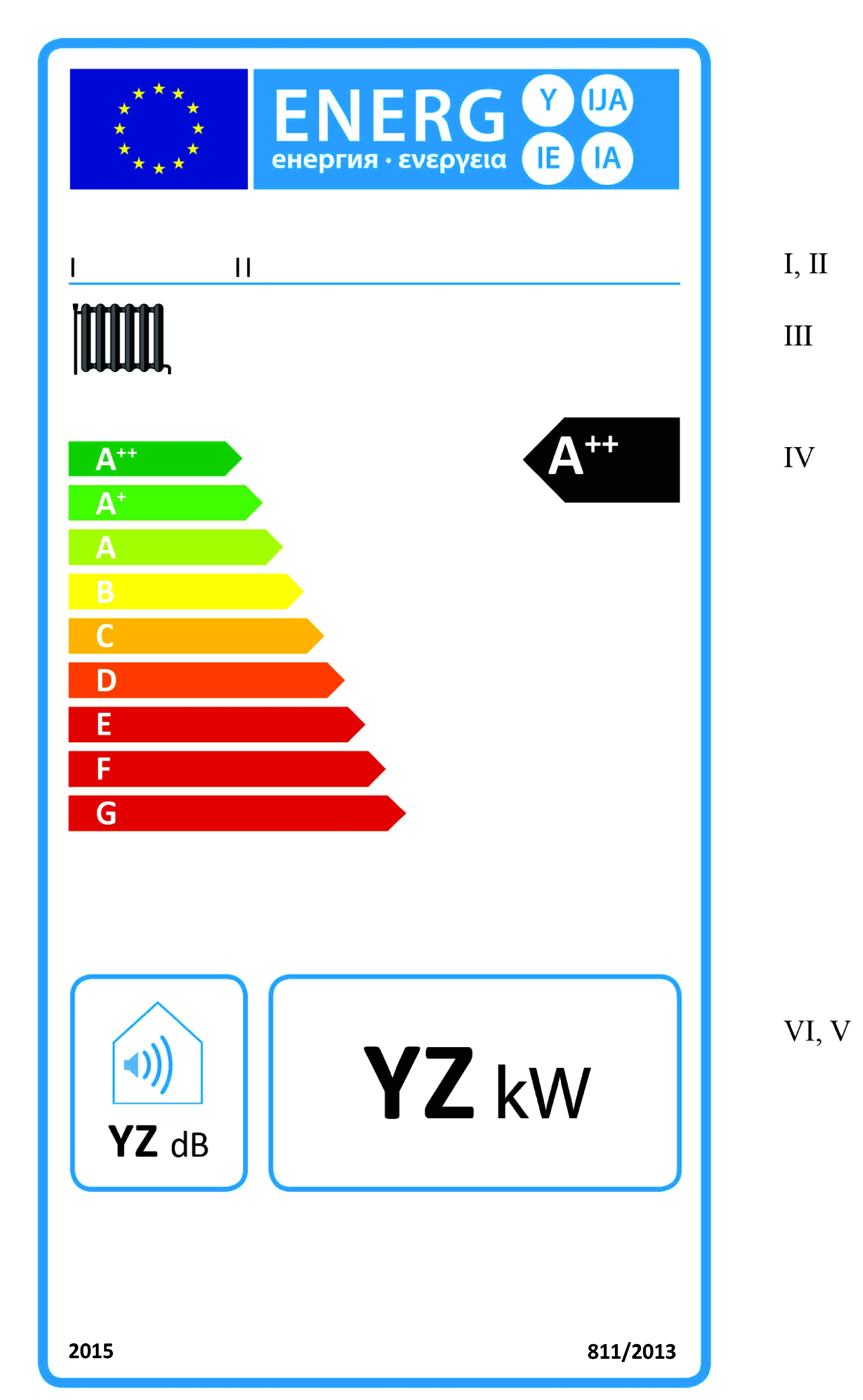
Energielabel Heizung

Die Energieverbrauchskennzeichnung von Heizkesseln wird in der Delegierten Verordnung (EU) Nr. 811/2013 der Kommission vom 18. Februar 2013 zur Ergänzung der Richtlinie 2010/30/EU des Europäischen Parlaments und des Rates im Hinblick auf die Energiekennzeichnung von Raumheizgeräten, Kombiheizgeräten, Verbundanlagen aus Raumheizgeräten, Temperaturreglern und Solareinrichtungen sowie von Verbundanlagen aus Kombiheizgeräten, Temperaturreglern und Solareinrichtungen geregelt.

### Warmwasserbereiter
Die Energieverbrauchskennzeichnung von Heißwasserbereitern wird in der Delegierten Verordnung (EU) Nr. 812/2013 der Kommission vom 18. Februar 2013 zur Ergänzung der Richtlinie 2010/30/EU des Europäischen Parlaments und des Rates im Hinblick auf die Energieeffizienzkennzeichnung von Warmwasserbereitern, Warmwasserspeichern und Verbundanlagen aus Warmwasserbereitern und Solareinrichtungen geregelt.

### Backöfen und Dunstabzugshauben
Die Energieverbrauchskennzeichnung von Backöfen und Dunstabzugshauben wird in der Delegierten Verordnung (EU) Nr. 65/2014 der Kommission vom 1. Oktober 2013 zur Ergänzung der Richtlinie 2010/30/EU des Europäischen Parlaments und des Rates im Hinblick auf die Energieverbrauchskennzeichnung von Haushaltsbacköfen und -dunstabzugshauben geregelt.

### Wohnraumlüfter
Die Energieverbrauchskennzeichnung von Wohnraumlüftern wird in der Delegierten Verordnung (EU) Nr. 1254/2014 der Kommission vom 11. Juli 2014 zur Ergänzung der Richtlinie 2010/30/EU des Europäischen Parlaments und des Rates im Hinblick auf die Kennzeichnung von Wohnraumlüftungsgeräten in Bezug auf den Energieverbrauch geregelt.

### Gewerbekühllagerschränke
Die Energieverbrauchskennzeichnung von Gewerbekühllagerschränken wird in der Delegierten Verordnung (EU) 2015/1094 der Kommission vom 5. Mai 2015 zur Ergänzung der Richtlinie 2010/30/EU des Europäischen Parlaments und des Rates im Hinblick auf die Energieverbrauchskennzeichnung von gewerblichen Kühllagerschränken geregelt.

### Festbrennstoffkessel
Die Energieverbrauchskennzeichnung von Festbrennstoffkesseln wird in der Delegierten Verordnung (EU) 2015/1187 der Kommission vom 27. April 2015 zur Ergänzung der Richtlinie 2010/30/EU des Europäischen Parlaments und des Rates im Hinblick auf die Energieverbrauchskennzeichnung von Festbrennstoffkesseln und Verbundanlagen aus einem Festbrennstoffkessel, Zusatzheizgeräten, Temperaturreglern und Solareinrichtungen geregelt.

### Einzelraumheizgeräte
Die Energieverbrauchskennzeichnung von Einzelraumheizgeräte wird in der Delegierten Verordnung (EU) 2015/1186 der Kommission vom 24. April 2015 zur Ergänzung der Richtlinie 2010/30/EU des Europäischen Parlaments und des Rates im Hinblick auf die Energieverbrauchskennzeichnung von Einzelraumheizgeräten geregelt.

### Fernsehgeräte und Computermonitore
Die Energieverbrauchskennzeichnung von Fernsehgeräten und Computermonitoren wird in der Delegierten Verordnung (EU) 2019/2013 der Kommission vom 11. März 2019 zur Ergänzung der Verordnung (EU) 2017/1369 des Europäischen Parlaments und des Rates in Bezug auf die Energieverbrauchskennzeichnung elektronischer Displays und zur Aufhebung der Delegierten Verordnung (EU) Nr. 1062/2010 der Kommission geregelt.

### Waschmaschinen und Waschtrockner
Die Energieverbrauchskennzeichnung von Waschmaschinen und Waschtrocknern wird in der Delegierten Verordnung (EU) 2019/2014 der Kommission vom 11. März 2019 zur Ergänzung der Verordnung (EU) 2017/1369 des Europäischen Parlaments und des Rates in Bezug auf die Energieverbrauchskennzeichnung von Haushaltswaschmaschinen und Haushaltswaschtrocknern sowie zur Aufhebung der Delegierten Verordnung (EU) Nr. 1061/2010 der Kommission und der Richtlinie 96/60/EG der Kommission geregelt.

### Leuchtmittel
Die Energieeffizienzklasse von Lichtquellen wird auf der Grundlage der Gesamt-Netzspannungslichtausbeute ηTM bestimmt, die durch Division des angegebenen Nutzlichtstroms Φuse (in Lumen) durch die angegebene Leistungsaufnahme im Ein-Zustand Pon (in Watt) und Multiplikation mit einem sogenannten anwendbaren Faktor FTM (auch Total-Mains-Faktor genannt) in Abhängigkeit der Art der Lichtquelle berechnet wird:
{\displaystyle \eta _{\mathrm {TM} }={\frac {\Phi _{\mathrm {use} }}{P_{\mathrm {on} }}}\cdot F_{\mathrm {TM} }}
Der Faktor FTM wird vom Lichtquellentyp bestimmt:
- Lichtquelle kann direkt (Netzspannungslichtquelle, Faktor 1) oder nur mit einem separaten Betriebsmittel (z. B. einem Netzteil, Faktor 0,926) mit Strom aus dem öffentlichen Stromnetz betrieben werden
- Lichtquelle strahlt ungebündeltes (Faktor 1) oder gebündeltes Licht (Faktor 1,176) aus. Ungebündeltes Licht liegt vor, wenn mindestens 80 % des Gesamtlichtstroms in einem Raumwinkel von π sr (entspricht einem Kegel mit einem Winkel von 120°) ausgestrahlt wird

Der Faktor FTM kann durch Multiplikation der o. g. Teilfaktoren für Netzspannungsanschluss und Lichtbündelung berechnet oder aus der folgenden Tabelle abgelesen werden:
| Faktor FTM                 | direkt an die Netzspannung angeschlossen (MLS) | nicht direkt an die Netzspannung angeschlossen (NMLS) |
| -------------------------- | ---------------------------------------------- | ----------------------------------------------------- |
| Ungebündeltes Licht (NDLS) | 1,000                                          | 0,926                                                 |
| Gebündeltes Licht (DLS)    | 1,176                                          | 1,089                                                 |

Danach kann die Energieeffizienzklasse aus der folgenden Tabelle abgelesen werden:
| EEK | ηTM (lm/W)      |
| --- | --------------- |
| A   | ηTM ≥ 210       |
| B   | 185 ≤ ηTM < 210 |
| C   | 160 ≤ ηTM < 185 |
| D   | 135 ≤ ηTM < 160 |
| E   | 110 ≤ ηTM < 135 |
| F   | 85 ≤ ηTM < 110  |
| G   | ηTM < 85        |

Bei Leuchtmitteln handelt es sich um elektrische Lampen, umgangssprachlich Birnen. Die dafür gewählte Bezeichnung „Lichtquelle“ unterscheidet sich von dem allgemeinen Begriff Lichtquellen durch eine einschränkende Begriffsbestimmung innerhalb der EU-Richtlinie:
- Farbwertanteile x und y im Bereich 0,270 < x < 0,530 […]
- Lichtstrom zwischen 60 und 82 000 lm und < 500 lm pro mm² der projizierten Licht emittierenden Fläche […]
- Farbwiedergabeindex (CRI) > 0
- Das Produkt muss Inkandeszenz (thermischer Strahler, z. B. Glühlampe), Fluoreszenz, eine Hochdruckentladung, oder Leuchtdioden (LED oder OLED) […] als Beleuchtungstechnologie nutzen […]

[Mit der Ausnahme:] Hochdruck-Natriumlichtquellen (HPS-Lichtquellen, englisch high-pressure sodium), die die Bedingung der Farbwertanteile nicht erfüllen, gelten [trotzdem] als Lichtquellen im Sinne dieser Verordnung.[…]
Die Energieverbrauchskennzeichnung wird in der Delegierten Verordnung (EU) 2019/2015 der Kommission vom 11. März 2019 zur Ergänzung der Verordnung (EU) 2017/1369 des Europäischen Parlaments und des Rates in Bezug auf die Energieverbrauchskennzeichnung von Lichtquellen und zur Aufhebung der Delegierten Verordnung (EU) Nr. 874/2012 der Kommission geregelt.

### Kühlschränke
Die Energieverbrauchskennzeichnung von Kühlschränken wird in der Delegierten Verordnung (EU) 2019/2016 der Kommission vom 11. März 2019 zur Ergänzung der Verordnung (EU) 2017/1369 des Europäischen Parlaments und des Rates im Hinblick auf die Energieverbrauchskennzeichnung von Kühlgeräten und zur Aufhebung der Delegierten Verordnung (EU) Nr. 1060/2010 der Kommission geregelt.

### Geschirrspülmaschinen
Die Energieverbrauchskennzeichnung von Geschirrspülmaschinen wird in der Delegierten Verordnung (EU) 2019/2017 der Kommission vom 11. März 2019 zur Ergänzung der Verordnung (EU) 2017/1369 des Europäischen Parlaments und des Rates in Bezug auf die Energieverbrauchskennzeichnung von Haushaltsgeschirrspülern und zur Aufhebung der Delegierten Verordnung (EU) Nr. 1059/2010 der Kommission geregelt.

### Gekühlte Verkaufsautomaten
Die Energieverbrauchskennzeichnung von gekühlten Verkaufsautomaten wird in der Delegierten Verordnung (EU) 2019/2018 der Kommission vom 11. März 2019 zur Ergänzung der Verordnung (EU) 2017/1369 des Europäischen Parlaments und des Rates im Hinblick auf die Energieverbrauchskennzeichnung von Kühlgeräten mit Direktverkaufsfunktion geregelt.

## Nutzen
Die EU schätzt, dass durch alle Energielabel- und Ökodesign-Maßnahmen bis 2020 etwa 175 Mt Rohöleinheit pro Jahr eingespart wurden, etwa 15 % davon durch das Energielabel (etwa 26 Mt Rohöleinheit pro Jahr).
Bis 2030 werden die Maßnahmen laut Kommission einen Gesamtnutzen in Form jährlicher Primärenergieeinsparungen von ca. 230 Mt Rohöleinheit pro Jahr erbringen, dem jährlichen Endenergieverbrauch Spaniens und Polens zusammengenommen. Die Einsparungen für die Verbraucher werden bis 2030 auf 10–30 Mrd. EUR pro Jahr geschätzt. Dies entspricht Einsparungen der privaten Haushaltsenergiekosten von durchschnittlich 285 EUR pro Jahr.

## Kritik
Die Stiftung Warentest bemerkte im Oktober 2011, dass bei Fernsehgeräten die Messbedingungen nicht normiert sind, da die Bildhelligkeit den Herstellern überlassen wird. Die Hersteller können durch Senken der Bildhelligkeit über die Voreinstellungen den Energieverbrauch des Gerätes zulasten der Bildqualität senken und dadurch ein besseres Label bekommen.